# Вердомичский сельсовет
Вердомичский сельсовет — административная единица на территории Свислочского района Гродненской области Республики Беларусь.

## Состав
Вердомичский сельсовет включает 21 населённый пункт:
- Большая Свентица — деревня.
- Большие Михалки — деревня.
- Великое Село — агрогородок.
- Вердомичи — агрогородок.
- Вилейши — деревня.
- Воробейки — деревня.
- Задворенцы — деревня.
- Лашевичи — деревня.
- Малые Бобровники — деревня.
- Малые Михалки — деревня.
- Манчицы — деревня.
- Новоселки — деревня.
- Огородники — деревня.
- Островский — посёлок.
- Полонка — деревня.
- Праздники — деревня.
- Пуцки — деревня.
- Скреблы — деревня.
- Хилимоновцы — деревня.
- Шелесты — деревня.
- Юшковичи — деревня.